# Thomas C. Bruice
Thomas Charles Bruice (* 25. August 1925 in Los Angeles; † 15. Februar 2019) war ein US-amerikanischer Chemiker, der sich mit Biochemie und Organischer Chemie befasste und Professor an der University of California, Santa Barbara (UCSB) war.

## Leben
Bruice studierte an der University of Southern California mit dem Bachelor-Abschluss 1950 und der Promotion in Biochemie 1954. Als Post-Doktorand war er als Lilly Fellow an der UCLA und ab 1955 war er Instructor und später Assistant Professor an der Yale University. 1958 wurde er Assistant Professor an der School of Medicine der Johns Hopkins University und 1960 Professor für Chemie an der Cornell University. 1964 wurde er Professor für Chemie an der UCSB. Ab 1995 hatte er dort eine Forschungsprofessur für Biochemie.
Bruice veröffentlichte über 540 Arbeiten (2003). Er führte für sein Forschungsfeld den Begriff Bioorganische Chemie ein. Er befasste sich mit katalytischen Prozessen in Acyl- und Phosphat-Transferreaktionen, dem Mechanismus von Cofaktor-Reaktionen (wie Pyridoxalphosphat, Flavine, Liponsäure) und der Chemie von Metall-Porphyrin-Komplexen.
Er entwickelte Kationen-Analoga von DNA und RNA, die zur Blockade von DNA und RNA Transkription dienen können, wobei die Phosphat-Brücken durch Guanidin ersetzt wurden (DNG, RNG),  und Microgonotropene (MGT), die an DNA binden. 
Sein Labor untersuchte auch theoretisch mit Computern die Wirkungsmechanismen biologisch wichtiger Enzyme. Hier führte er den Begriff der NAC (Near Attack Conformers) ein.
Weiter forschte er über den Bindungsmechanismus von immunsuppressiven Medikamenten wie FK 506 (Bindung an Calcineurin) und Rapamycin. Ziel ist es, die immunsuppressive Wirkung von der auch beobachteten Wirkung einer Verstärkung des Neuriten-Wachstums zu trennen.

## Ehrungen und Mitgliedschaften
- 1978 Tolman Award
- 1987 Arthur C. Cope Scholar Award
- 1987 Repligen Medal
- 1988 Alfred Bader Medal
- 1996 James Flack Norris Award
- 2005 NAS Award in Chemical Sciences
- 2008 Linus Pauling Award für seine führende Rolle in der Entwicklung der Bioorganischen Chemie und speziell für seine tiefliegenden und bleibenden Beiträge zum Verständnis des Mechanismus der Enzym-Reaktion[4]

1992 wurde er unter den 50 meistzitierten Chemikern gelistet (für den Zeitraum 1984–1991).
Er war Mitglied der National Academy of Sciences (1974), der American Academy of Arts and Sciences (1976) und der American Association for the Advancement of Science (1989). Außerdem war er Fellow der Royal Society of Chemistry (1993).
1979/80 war er Guggenheim Fellow.

## Schriften
- mit F. C. Lightstone Ground State and Transition State Contributions to Intramolecular and Enzymatic Reactions, Acc. Chem Res., 32,  1999, 32, 127
- mit S. J. Benkovic Chemical basis for enzyme catalysis, Biochemistry 39, 2000, 6267–74
- A view at the millennium: the efficiency of enzymatic catalysis, Acc. Chem. Res., 35, 2002, 139–146
- mit Stephen J. Benkovic Bioorganic Mechanisms, Benjamin 1966